# جينوفيفابورج (قلعة)

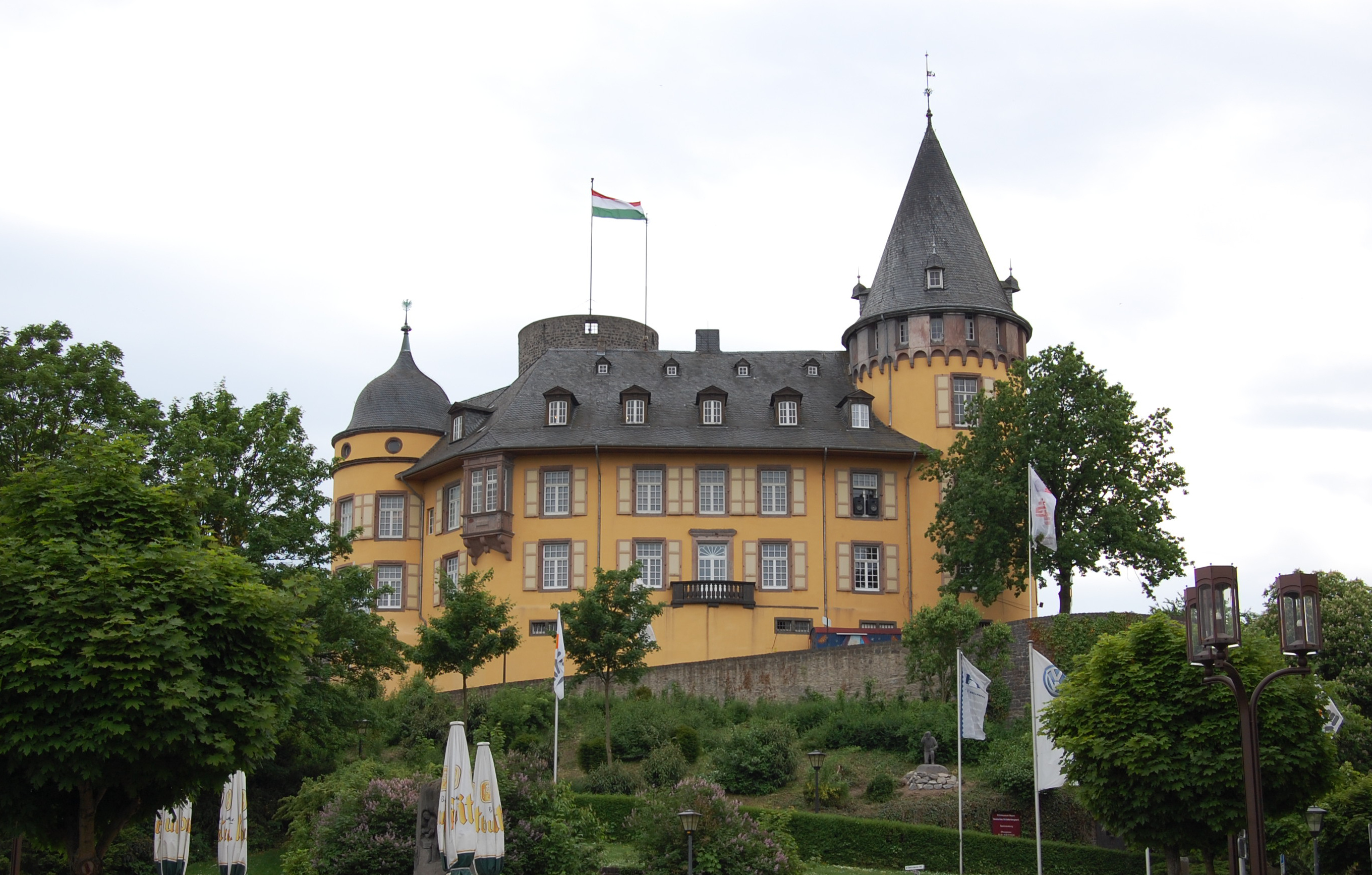
جينوفيفابورج من الشمال الشرقي

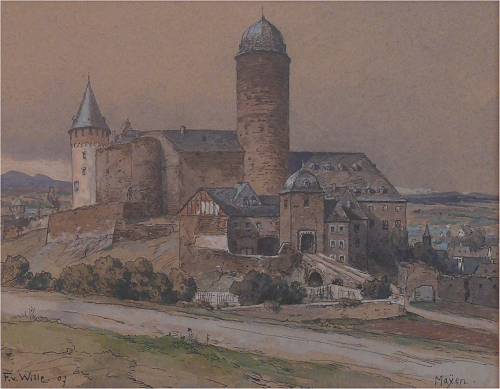
جينوفيفابورج بالألوان المائية لفريتز فون ويلي

جينوفيفابورج Genovevaburg هي قلعة تقع على الجانب الجنوبي الغربي من ماين في ولاية راينلاند بالاتينات الألمانية. القلعة هي رمز مدينة ماين وقد أعيد بناؤها عدة مرات منذ تدميرها لأول مرة في عام 1689. يأتي اسم القلعة من أسطورة مفادها أن مقاعد الكونتات بالاتين وسيغفريد وزوجته جينيفيف برابانت (الألمانية: جينوفيفا ) كان من المفترض أن تكون على نفس التل في (أو أعلى) ماين. تعود أقدم المراجع التي تربط الأسطورة بهذه المنطقة إلى القرن السابع عشر. منذ متى تم ربط القلعة وبرجفريد، المسمى ببرج جولو ( جولوتورم )، بالأسطورة غير معروف.

## الوصف
تشكل القلعة وساحة سوق ماين إلى الشمال مركز المدينة. تم تأمين المجمع، الذي أصبح الآن سباعيًا بشكل غير منتظم، على الجانب المواجه بعيدًا عن المدينة بواسطة خندق للرقبة وبيت لتربية الكلاب ومحمية. اليوم يمر طريق رئيسي عبر خندق الرقبة. يمتد على طول حوالي 20 مترًا  جسر قوطي مقوس مصنوع من الحجر.
حصلت المحمية ذات الشرفات ، مثل القلعة، على اسمها بناءً على أسطورة جينوفيفا: Goloturm . يبلغ ارتفاعه 34 متر  ويبلغ سمك جدرانه 3.70 متر  في الطابق السفلي ويبلغ قطره 10.34 متر.  كان يوجد في قبوها زنزانة . يوجد في الطابق الأرضي زنزانتان للسجن لا يُحتجز فيهما المجرمين والمعارضين السياسيين الكريهين فحسب، بل تفيد مصادر من القرن السادس عشر أيضًا بأن النساء أدينن بممارسة السحر وكانن ينتظرن الإعدام هناك. يمكن تسلق البرج كبرج عرض خلال ساعات عمل متحف إيفل .  يتم الوصول من خلال المتحف إما عن طريق المصعد أو عن طريق السلالم إلى مستواه الثاني، ومن هناك عبر عدة أقسام سلالم إلى الشرفة والدرج الحلزوني في البرج.
في موقع المبنى السكني الباروكي الحالي، كان المبنى السكني الرئيسي يقع على الجانب الشمالي من المجمع، والذي كان يشكل العرض الكامل للقلعة الأساسية . ربما كانت توجد مباني زراعية في مقابلها من الجنوب.

## الأدب
- فريدولين هورتر: القلعة الانتخابية ومتحف المناظر الطبيعية في ماين (= مواقع الفن الرايني. العدد 236). الطبعة الأولى، جمعية طباعة الكتب، نيوس، 1980، (ردمك 3-88094-322-2).
- ماتياس كورديل: أجمل القصور والقلاع في منطقة إيفل. الطبعة الأولى.، فارتبيرج، جودينسبيرج-جليشن، 1999،(ردمك 3-86134-482-3)، ص. 44-45.
- أودو ليسيم: يموت بورغ في ماين، مجمع قوطي على الطراز الغربي. في: بورغن أوند شلوسر. رقم 1، 1982،ISSN 0007-6201، ص. 2-6.
- مايكل لوس: هوهي إيفل وأهرتال. 57 بورغن أوند شلوسر. كونراد ثيس، شتوتغارت، 2003،(ردمك 3-8062-1775-0)، ص. 62-65.

## الروابط الخارجية
- Website of the Eifel Museum
- Website of the Eifel Library نسخة محفوظة 1 يوليو 2020 على موقع واي باك مشين.